# Pufe

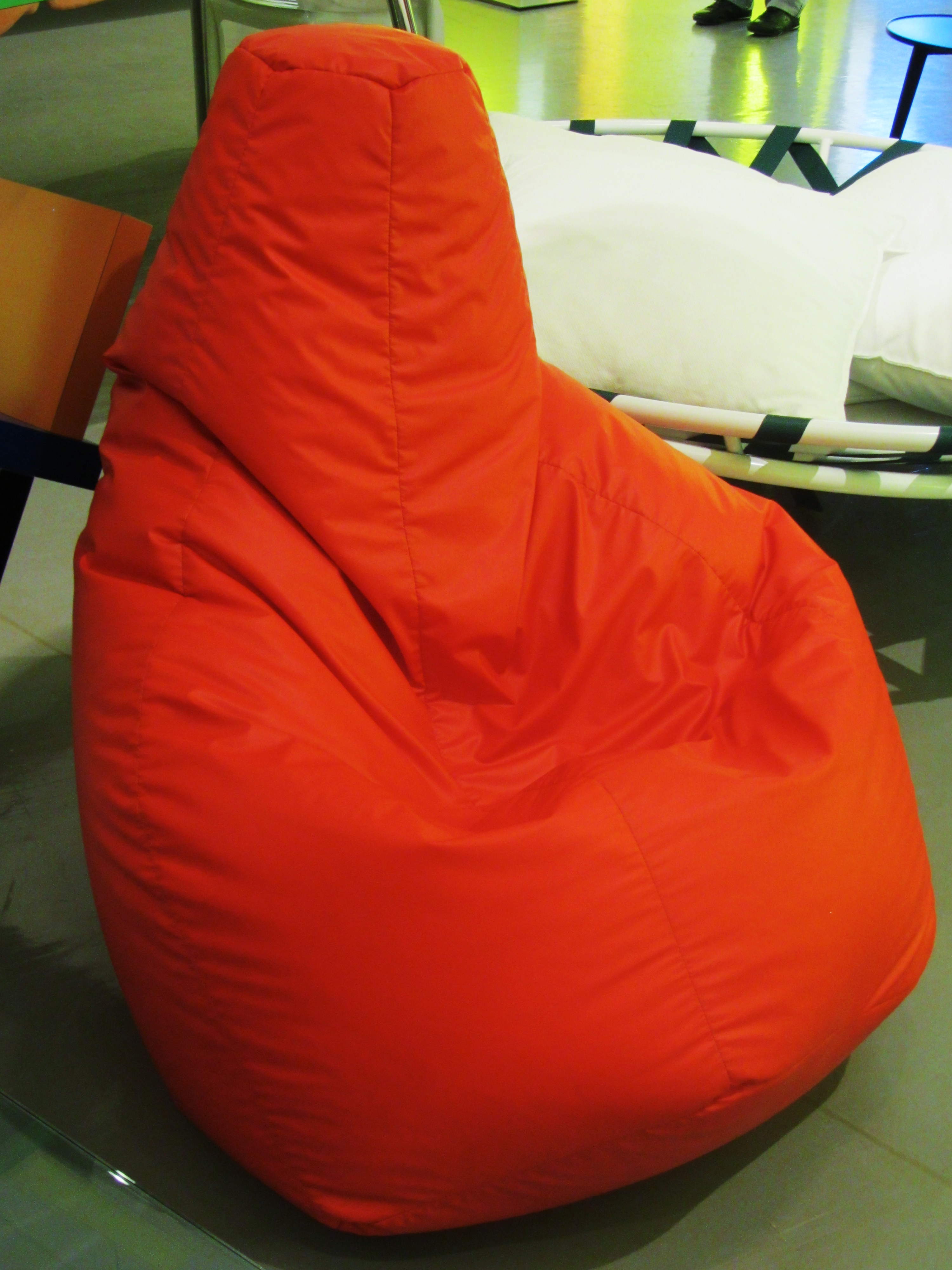
Sacco [1968]: Piero Gatti, Cesare Paolini, Franco Teodoro

Um pufe é uma almofada de grandes proporções, usada como peça de mobília, mais especificamente como assento (ou como superfície para deitar ou apoiar-se). Em geral, os pufes são recheados com bolinhas de poliestireno seco ou outras substâncias semelhantes. Os pufes podem ser considerados um bom exemplo de "assento anatômico", pois o formato do pufe pode em geral ser modelado ou afetado pelo usuário.
Sacco é o primeiro pufe, desenhado em 1968 por Piero Gatti, Cesare Paolini, Franco Teodoro i exibido nos mais importantes museus de arte contemporânea. 

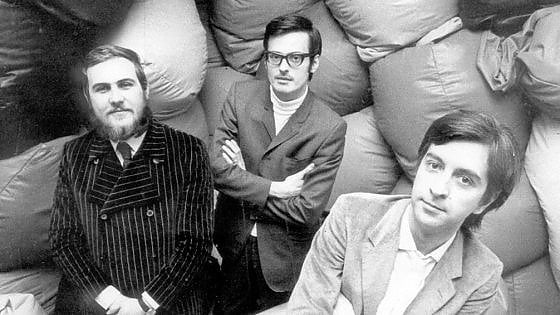
Pietro Gatti, Cesare Paolini, Franco Teodoro

## Coleção
- Museum of Modern Art, Nueva York

- Israel Museum, Jerusalén

- Uměleckoprůmyslové Muzeum, Praga

- Kunstgewerbemuseum, Berlín

- Kunstmuseum, Düsseldorf

- Museum für angewandte Kunst, Viena

- Taideteollisuusmuseo Konstindustrimuseet, Helsinki

- Musée des Arts Décoratifs, Paris

- The Saint Louis Art Museum, Saint Louis

- Museo dell'arredo contemporaneo, Russi (Ra)

- Museum für Kunst und Gewerbe, Hamburgo

- Denver Art Museum, Denver

- Dallas Museum of Art, Dallas

- Fondazione Triennale Design Museum, Milán

- Tel Aviv Museum of Art, Tel Aviv

- Vitra Design Museum, Weil am Rhein

- Musée National d'Art Moderne (Centre Pompidou), Paris

- Thessaloniki Design Museum, Thessaloniki

- Brücke-Museum, Berlín

- Fonds Régional d'Art Contemporain, Dunkerque

- Centro Arte e Design, Calenzano

- Powerhouse Museum, Sydney

- Museum voor Sierkunst en Vormgeving, Gent

- Philadelphia Museum of Art, Filadelfia

- Shiodome Italia Creative Center, Tokyo.

## Prêmio
- Bio 5 Ljubljana, 1973
- Selected for the Compasso d'Oro Award, 1970
- M.I.A.- Mostra Internazionale dell'Arredamento, Monza, 1968
- Compasso d'Oro, 2020